# Côte des Bar
La côte des Bar viticole correspond au Barrois champenois viticole. Elle constitue la partie méridionale du vignoble de Champagne.

## Situation géographique
Sud-est de la Champagne dans le département de l'Aube.

### Orographie et géologie
Cuesta constituant la partie sud de la côte des Barrois, le Barrois champenois viticole est situé entre le Barrois champenois ouvert et le Barrois champenois forestier. Il correspond à un secteur où le plateau calcaire est fréquemment interrompu par de nombreuses rivières : la Sarce, la Laigne, la Seine, l’Ource, l’Arce, le Landion, l’Aube et la Bresse.
Celles-ci ont taillé des vallées généralement encaissées et ont créé un paysage de coteaux. Cette succession de plateaux et vallées est constituée de sols très contrastés. Les plateaux ont un sol argilocalcaire, caillouteux et d’une épaisseur plus faible sur ses bordures (10 à 20 cm). Les vallées ont des sols plus épais dans leur partie basse et presque inexistants dans leur partie haute.

### Climatologie
Climat de type tempéré-océanique, semi-continental. Les vignes sont cultivées en général sur les coteaux de sols calcaires durs orientés sud/sud-est.

## Vignoble

Régions viticoles de la Champagne.

Le vignoble est réparti entre 63 communes dont les principales sont :
- Bar-sur-Aube ;
- Bar-sur-Seine ;
- Essoyes ;
- Mussy-sur-Seine ;
- Les Riceys (rosé).

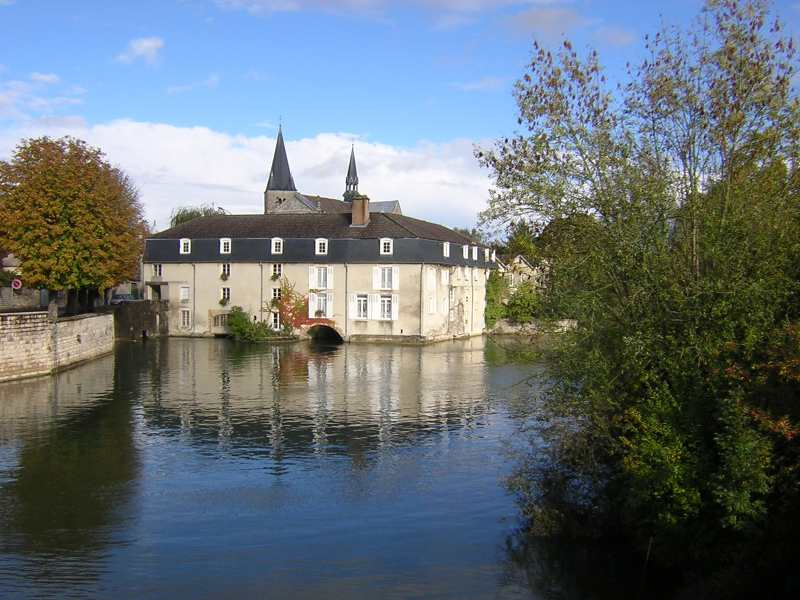
Bar-sur-Aube.
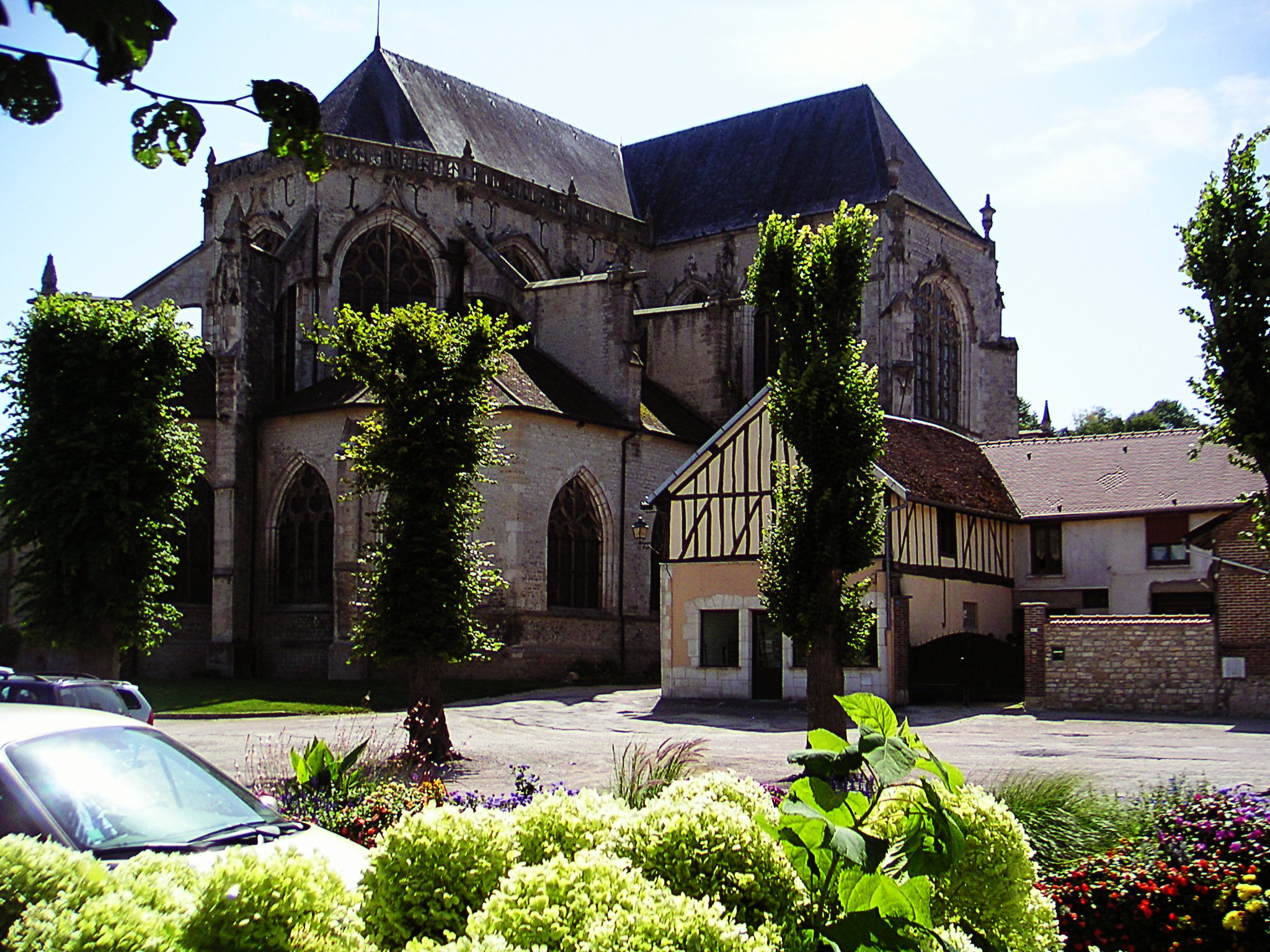
Bar-sur-Seine.
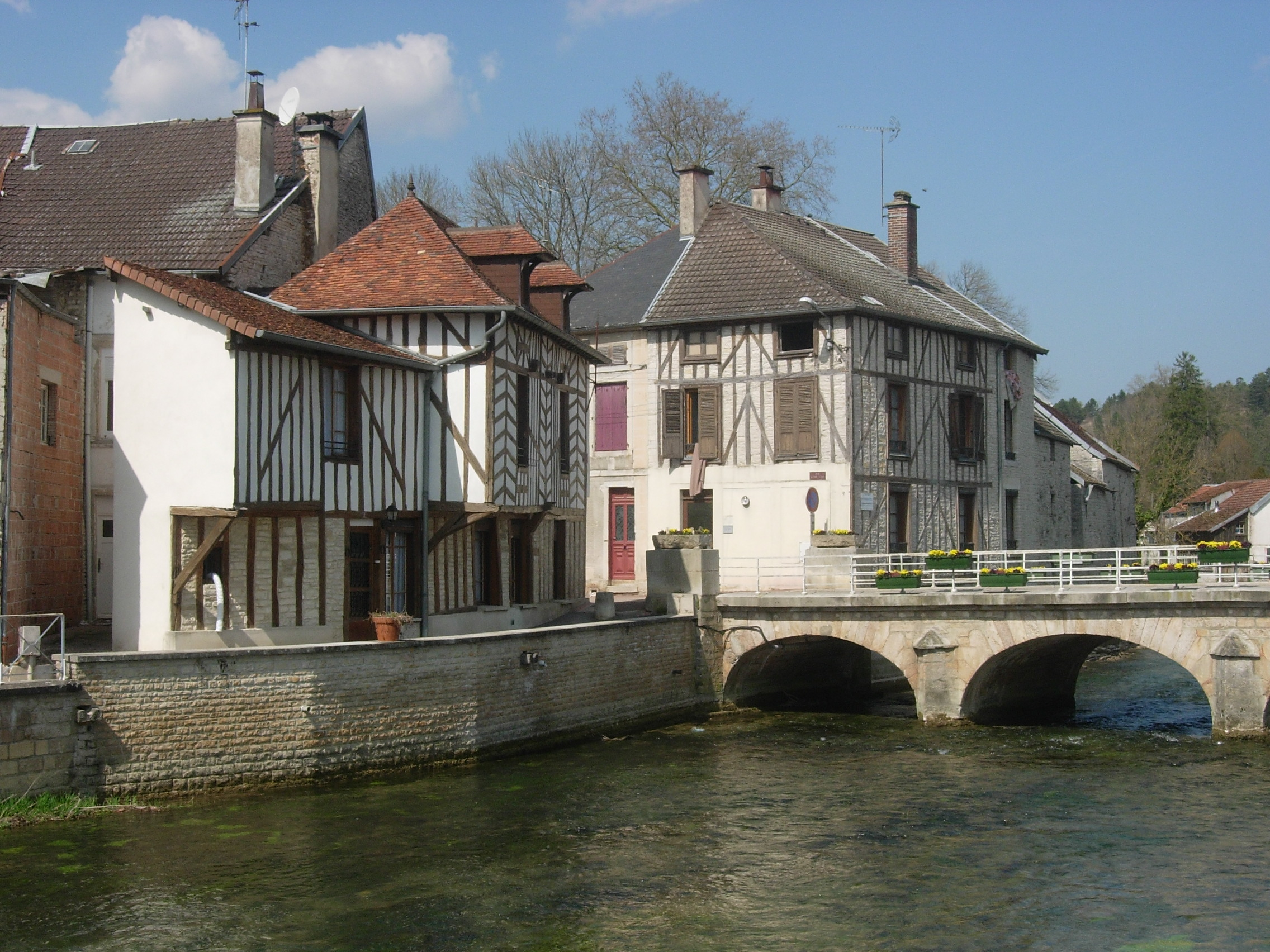
Essoyes.
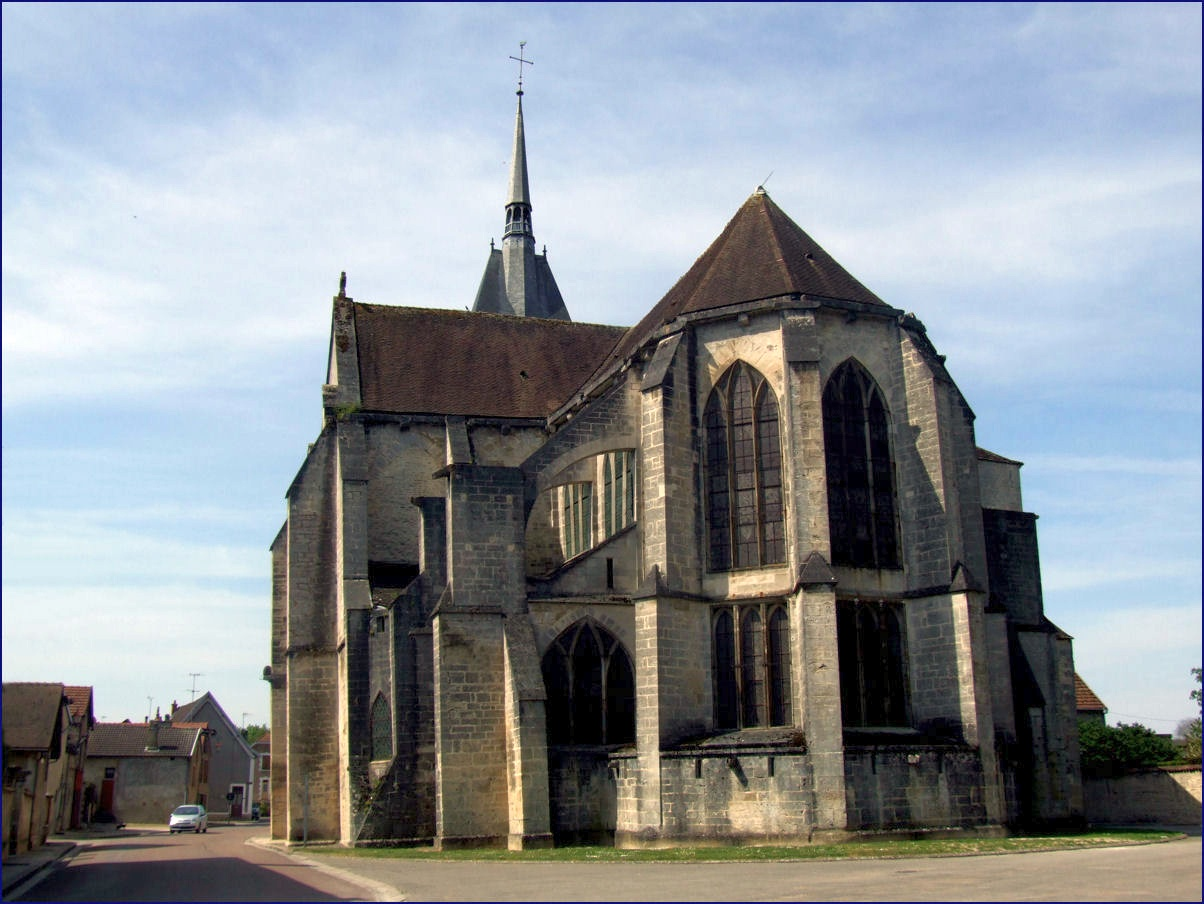
Mussy-sur-Seine.
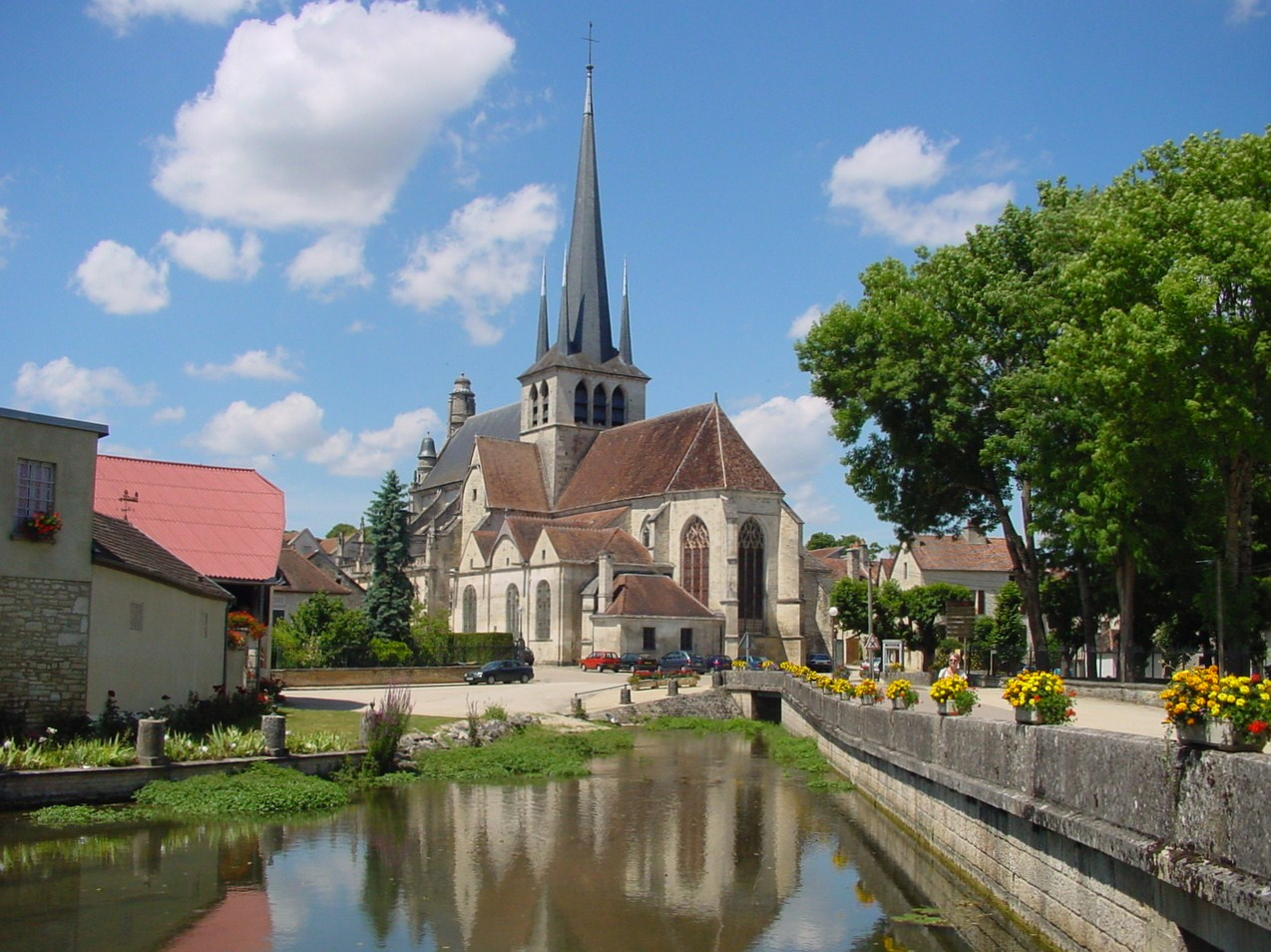
Les Riceys.

### Encépagement
Plus de 8 000 hectares de vignes dont :
- pinot noir : 83 %
- chardonnay : 13 %
- pinot meunier : 3 %

Le rendement moyen est de 65 hl/ha.

### Terroir et vins
Vins effervescents d'appellation champagne. La côte des Bar fournit un quart de la production de l'appellation.
L’Aube n'est rattachée à la Champagne viticole que depuis 1927. Antérieurement, la côte des Bar était une zone subsidiaire de production de raisins.

## Les principaux producteurs de l'appellation
2 413 exploitants dont 1 720 dans le Barsequanais et 693 dans la région de Bar-sur-Aube.